# Savoy (Massachusetts)
Savoy – miasto w Stanach Zjednoczonych, w stanie Massachusetts, w hrabstwie Berkshire.